# Сен-Крепен (Приморская Шаранта)
Сен-Крепе́н (фр. Saint-Crépin) — коммуна во Франции, находится в регионе Пуату — Шаранта. Департамент коммуны — Шаранта Приморская. Входит в состав кантона Тонне-Бутон. Округ коммуны — Сен-Жан-д’Анжели.
Код INSEE коммуны — 17321.

## Население
Население коммуны на 2010 год составляло 287 человек.
| 1962 | 1968 | 1975 | 1982 | 1990 | 1999 | 2010 |
| ---- | ---- | ---- | ---- | ---- | ---- | ---- |
| 278  | 247  | 235  | 226  | 237  | 219  | 287  |